# 汽車速度記錄
这篇文章列出世界历史上車的最快速度。
1886年造出第一辆汽车的是Karl Benz的Benz Patent Motorwagen，这辆车被公认的唯一最快速度为16公里每小时（10英里每小时）。

## 量產車

### 二十世紀末至今量產車最快速度紀錄－304.77英里每小时（490.48公里每小时）

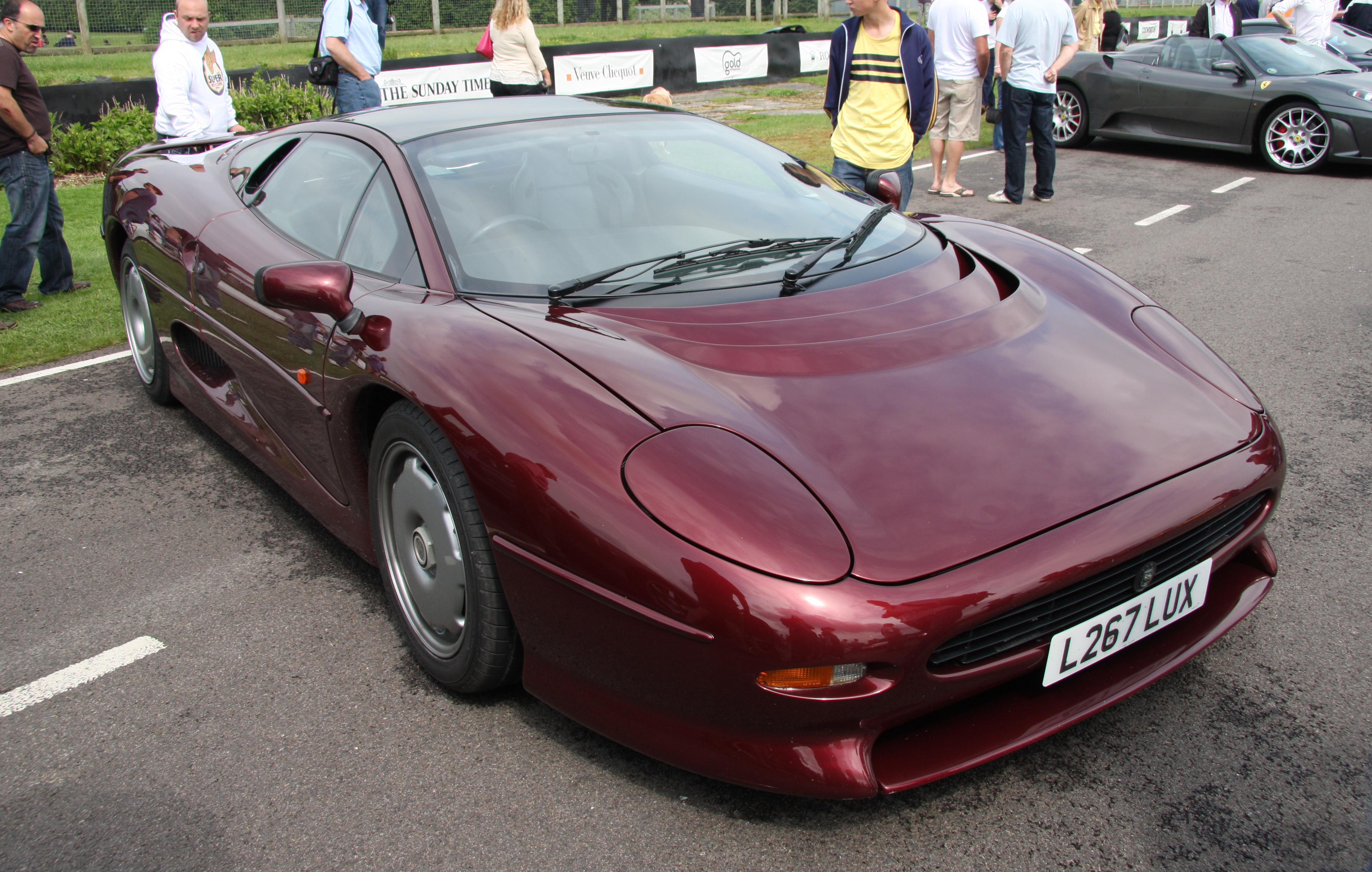
Jaguar XJ220

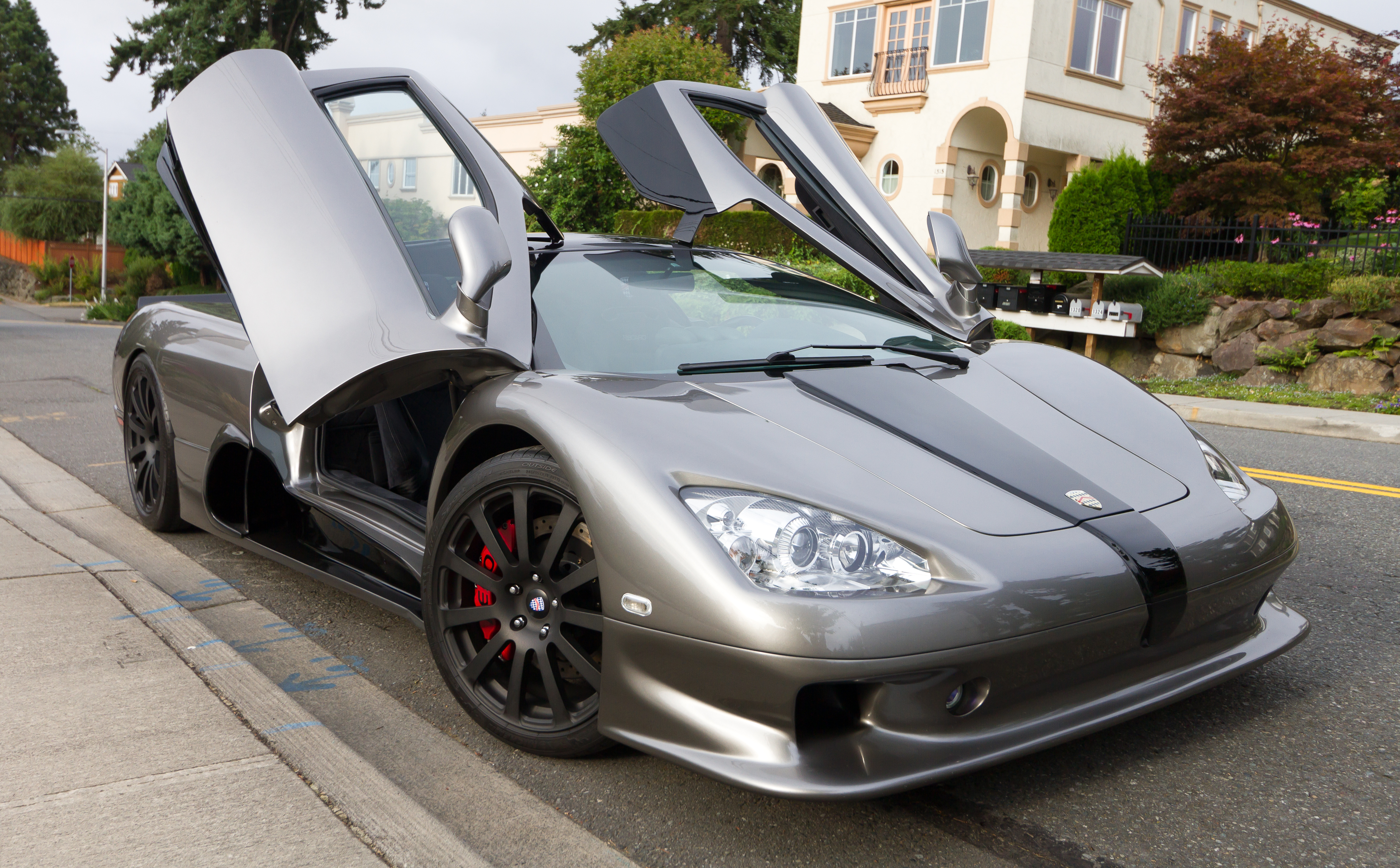
SSC Ultimate Aero TT

1993年，捷豹 XJ220创造了量产型汽车最快速度纪录，速度为343公里每小时（213英里每小时）。
1994年，麥拉倫F1（McLaren F1）创造了386公里每小时（241英里每小时）的最快速度纪录。
2005年2月，被Koenigsegg CCR创造的403.45公里每小时（250.7英里每小时）所打破。
2005年4月，量產車最快速度纪录再被打破，Bugatti Veyron 16.4创造了408.47公里每小时（253.81英里每小时）速度纪录。
2007年10月才被SSC Aero的限量版SSC Ultimate Aero TT所打破，世界上量产型汽车最快速度更改为412.99公里每小时（256.14英里每小时）。
2010年8月，Bugatti Veyron Supersports再打破速度紀錄，時速為431.072 km/h（267 mph）。
2014年，Koenigsegg One:1超越了Bugatti Veyron Supersports，以最大極速435km/h（270.3英里每小時）
2019年，布加迪Chiron達到時速490.48 km/h（304.77英里每小時）駕駛者為Bugatti自家測試車手Andy Wallace。

### 1903年-60英里每小時（96公里每小時）
幾年之后Mercedes 35 hp的衍生物——Mercedes 60 HP，達到了60英里每小時（96公里每小時）。

### 1948年-160英里每小時（257公里每小時）

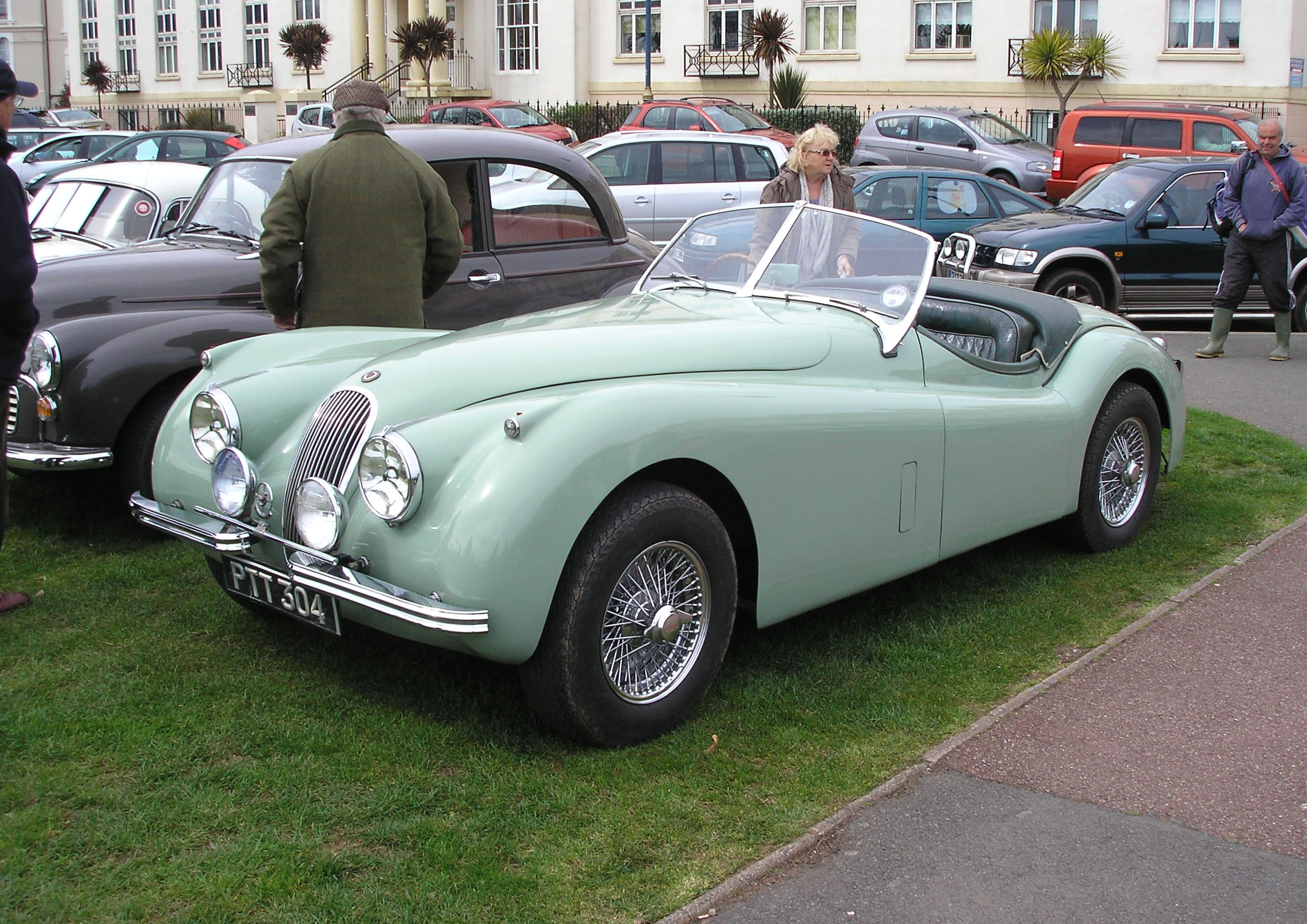
Jaguar XK120

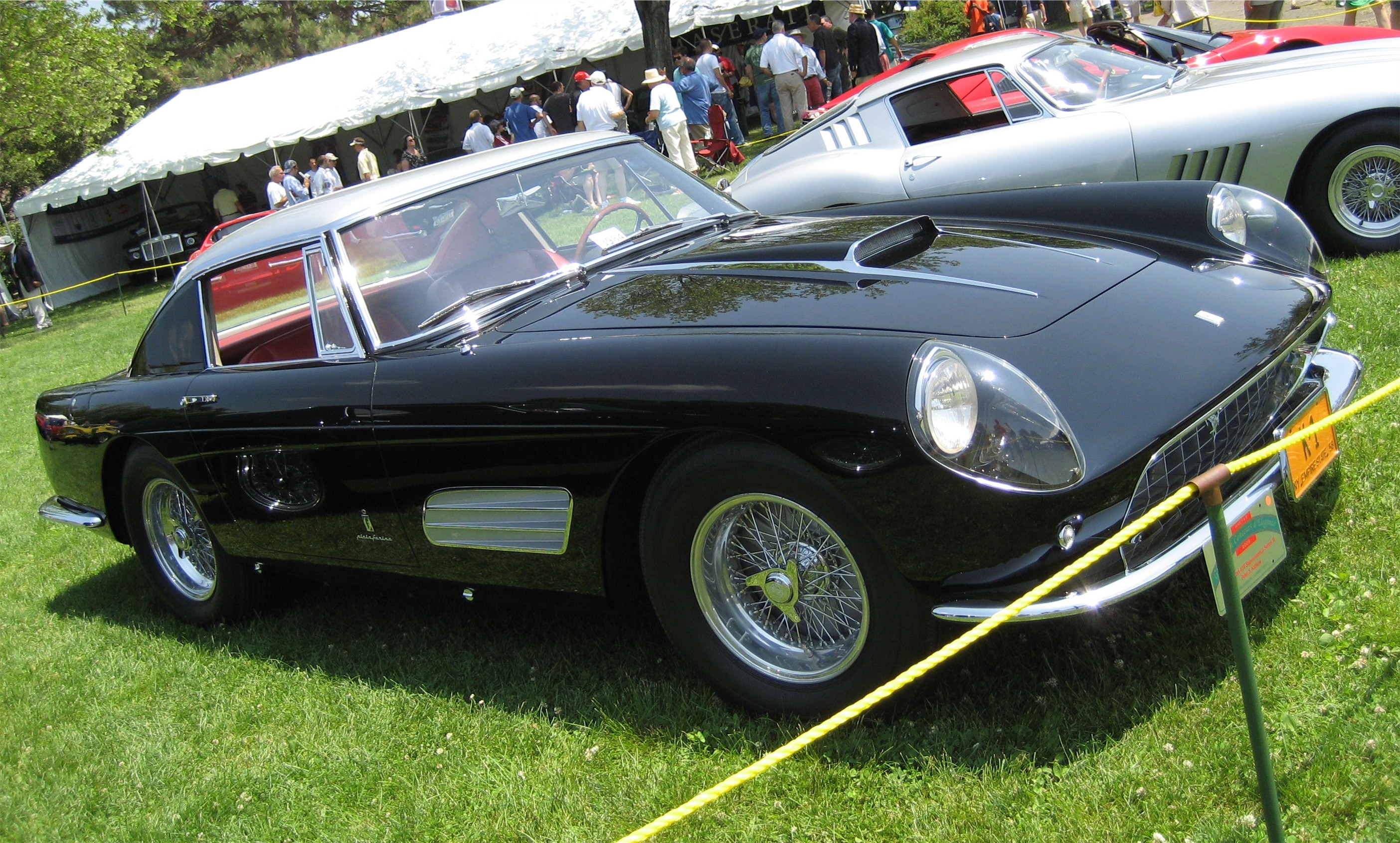
Ferrari 410 Superamerica

設計者花了45年的時間設計Mercedes 60 HP的外形，目的是讓他更可靠和一贯性，最后速度达到了160英里每小时（257公里每小时）。1948 Jaguar XK120正好在年中创造出这一纪录。
第一辆法拉利汽车在1948年制造完成，使用了他们的V12国际汽车大奖赛（Grand Prix cars）车的引擎。410 Superamerica曾经在1948年末达到257公里每小时（160英里每小时）之上。

### 1961年-150英里每小時（241公里每小時）

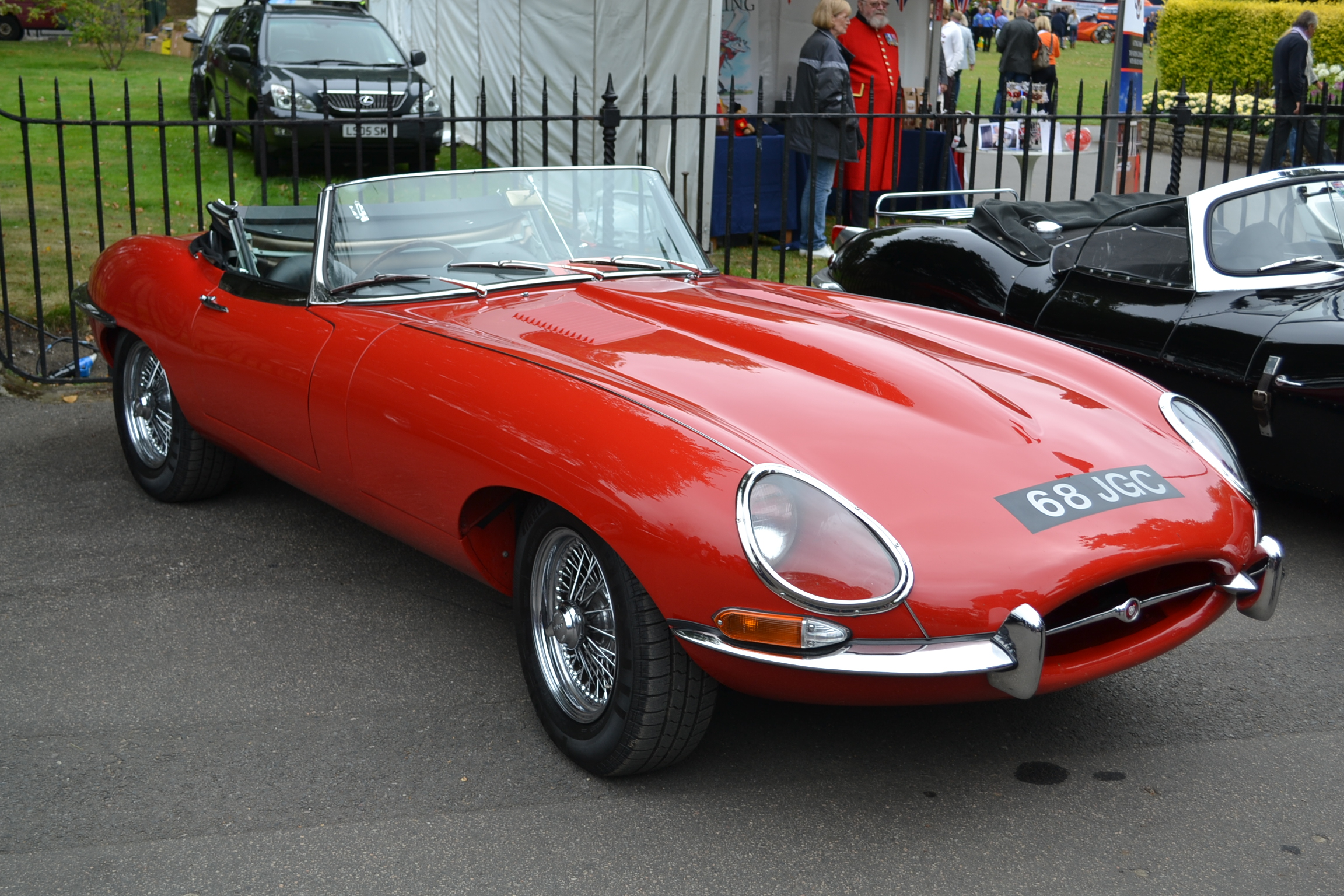
Jaguar E-Type

捷豹E-Type（或称XK-E）在1961年创下了150英里每小时（241公里每小时）的速度纪录，这几乎是一辆最便宜的法拉利汽车。

### 1962-1992年問題
在1962年已達185 mph （298公里每小時），但在1966年僅有 170 mph （274 km/h），最快的車反而慢了，而在某些測試中當時的最快名車可達 300-320 km/h，但在另一些記錄僅有270-290 km/h，當時沒法作統一的測試。

### 1994年-240英里每小時（386公里每小時）
1994年，麥拉倫F1達到時速240英哩（386 公里）並且此記錄一直保持到2004年才被瑞典的Koenigsegg CCR以241.1英哩（388 公里）打破。

### 2017年-284.55英里每小時（457.94公里每小時）
2017年，Koenigsegg Agera RS跑出時速284.55英哩（457.94km/h）。

### 2019年-304.77英里每小時（490.48公里每小時）
2019年，布加迪Chiron Super Sport 300+達到時速304.77英哩（490.48km/h），駕駛者為布加迪自家測試車手Andy Wallace。

## 非量產車
超音速推進號（Thrust SSC）在1997年創下了763英里每小時（1228公里每小時）的速度紀錄，速度超越音速（1224公里每小時），並於高速行駛其間發出音爆的巨響。迄今（2005年中）為止Thrust SSC是世界陸上極速紀錄冠軍。

## 量產超跑的加速性的記錄
因為量產車是在有車速限制的街道上行駛，所以近年加速性能力比極速更受到注目。